# Jukebox magazine
Pour les articles homonymes, voir Jukebox (homonymie).
 (février 2015).
Si vous disposez d'ouvrages ou d'articles de référence ou si vous connaissez des sites web de qualité traitant du thème abordé ici, merci de compléter l'article en donnant les références utiles à sa vérifiabilité et en les liant à la section « Notes et références ».
Jukebox magazine est une revue musicale mensuelle française fondée par Jacques Leblanc et destinée aux collectionneurs de disques vinyles. La revue est créée en septembre 1984, à la suite du succès de la première Convention Internationale des DISques de Collection (CIDISC) en mai 1984. Plus généralement, elle s'adresse à tous les passionnés de musique populaire (la chanson, le rock…) et notamment à ceux qui gardent la nostalgie des sixties.
Le premier numéro paraît en septembre 1984. La revue, d'abord trimestrielle, devient bimestrielle en 1986 puis mensuelle à la rentrée 1988. Le tirage est alors de 25 000 exemplaires.
Distribué en kiosques et par abonnement, le magazine s’adresse aux passionnés de musique et collectionneurs de disques : vinyle et réédition CD. Chaque mois il traite de l’actualité du disque et des artistes par des brèves, des articles, des interviews, des cotations et des chroniques. Les story, biographies musicales documentées, détaillent la discographie des artistes français ou étrangers, des années 1950 à nos jours, ainsi que les courants et événements musicaux. La cotation des vinyles (EP, de l’anglais Extended Play, ou super 45 tours 4 titres, 33 tours 25 & 30 cm, 45 tours simples) des artistes français et étrangers, parus entre 1954 et 1970, fait l’objet d’argus, complétés par un inventaire des disques les plus recherchés. En plus, la cotation des cartes postales des vedettes des années 1960 et une rubrique rétro fournie permettent de revivre cette époque dans son contexte. Les petites annonces pour les collectionneurs permettent de traquer la pièce rare. Et les dates et lieux des prochaines conventions sont recensés.
Des concerts sont organisés régulièrement au Petit Journal Montparnasse à Paris et à l'occasion des salons de disques anciens à l'espace Champerret  où des chanteurs et chanteurs de cette époque se produisent en « live » en interprétant quelques-uns de leurs succès, accompagnés par une formation musicale.
Victime collatérale de la Covid-19 (l'imprimeur se situant en Espagne); le 400ème et dernier numéro paraît en mars, daté avril 2020.